# Asclepias eriocarpa
Asclepias eriocarpa es una especie de angiosperma perteneciente a la familia de las apocináceas.

## Descripción
Es una hierba perenne erecta que suele estar recubierta de una gruesa capa de pelos blancos.  Las hojas tienen forma de lanza de forma ovalada, dispuestas opuestas en parejas o en verticilos de 3 o 4. La inflorescencia es un gran grupo de flores en umbelas.  Cada flor es de color blanco a crema y generalmente teñida con rosa brillante. Tiene una corola recogida contra el tallo. El fruto es una gran folículo.  

## Distribución y hábitat
Es nativa de California y las partes adyacentes de Nevada y Baja California, donde crece en muchos tipos de hábitats, especialmente las áreas secas. 

## Propiedades
La planta se utiliza como fuente de fibra y como planta medicinal por varios grupos indígenas de California, incluido el Ohlone y Luiseño.
Asclepias eriocarpa es como la mayoría de las especies del género Asclepias tóxica. Normalmente los animales de pastoreo evitan dichas plantas. Sin embargo, la toxicidad de cada especie es bastante diferente. Asclepias eriocarpa es relativamente muy tóxica. En estudios con animales, se encontró que incluso 0,05% a 0,25% del peso del animal en  material vegetal de Asclepias eriocarpa es suficiente para matar una oveja.

## Taxonomía
Asclepias eriocarpa fue descrita por  George Bentham  y publicado en Plantas Hartwegianas imprimis Mexicanas 323. 1849.
Etimología
Asclepias: nombre genérico que Carlos Linneo nombró en honor de Esculapio (dios griego de la medicina), por las muchas aplicaciones medicinales que tiene la planta.
eriocarpa: epíteto latino que significa "frutos lanosos".
Sinonimia
- Asclepias eriocarpa var. microcarpa Munz & I.M.Johnst.
- Asclepias fremontii Torr.[5]